# Energija iz ishlapljivanja vode
Znanstvenici su otkrili ogroman potencijal obnovljivog izvora energije koji bi mogao riješiti problem same energije, a bazira se na ishlapljivanju vode. Sam proces je tek u ranoj fazi i neće tako skoro doći na tržište, ali rezultati su jako obećavajući. Smatra se, ako bi se mogla prikupiti energija ishlapljivanja jezera u SAD-u, da bi mogli proizvesti 325 gigavata energije (2,85 milijuna megavata godišnje) što bi činilo 70% ukupne proizvodnje električne energije u SAD-u 2015. godine. Za razliku od sunčeve energije i energije vjetra, energija koja se temelji na ishlapljivanju vode će manje ovisiti o vremenu, tj. vremenskim uvjetima.

## Ishlapljivanje vode
Ishlapljivanje je pretvorba iz kapljevitog u plinovito agregatno stanje uz prisutnost jednog ili više sudionika u plinovitom agregatnom stanju. Struji li, npr., vlažni zrak preko jedne čiste vodene površine ili preko vlažnog poroznog tijela, tada voda s vodene površine ne isparuje, nego ishlapljuje u vlažni zrak na osnovi činjenice da je parcijalni tlak vodene pare neposredno uz graničnu površinu veći od parcijalnog tlaka vodene pare u struji vlažnog zraka podalje od slobodne površine. Tijekom ishlapljivanja, paralelno prijenosu mase (ishlapljene vlage) odvija se i prijenos topline. Prijenos mase, kao i prijenos topline, podliježu sličnim zakonima, te su intenzivniji ako je veća razlika tlakova vodene pare neposrednu uz slobodnu vodenu površinu i podalje od nje, odnosno veća razlika temperatura. Prijenos mase u suprotnom smjeru, tj. iz vlažnog zraka prema slobodnoj površini, naziva se rošenjem, a do njega dolazi kad je parcijalni tlak vodene pare podalje od slobodne vodene površine veći od parcijalnog tlaka vodene pare neposredno uz slobodnu površinu. 
Intezitet ishlapljivanja na dodirnoj površini vode sa zrakom opisan je Lewisovim zakonom:   
```
                                                                      
dq
m,d
=-dq
m,w
=σ(X
s
-X)dA
s
```

## Motor na principu ishlapljivanja vode
Prototip motora, napravljen 2015. na Sveučulištu Columbia, kontrolira vlagu sa zatvaračem koji se otvara i zatvara, omogućujući sporama da se šire i sakupljaju. Vjeruje se da bi proces ishlapljivanja moglo rezultirati proizvodnjom između 2W i 10W po kvadratnom metru što je tri puta više energije proizvedene vjetrom.

### Princip rada
Motor na ishlapljivanje se nalazi na samoj površini vode. Unutar samog motora nalaze se spore koje se rastežu/skupljaju. Spore su spojene na klip te svojim gibanjem uzrokuju da se klip pomiče naprijed-nazad i ako je cijeli sustav spojen na generator, takvo gibanje će proizvoditi električnu energiju. Kada voda počinje proces ishlapljivanja mišić spore prikuplja vlagu i širi se te uzrokuje turbinu da se okreće, nakon toga otpušta vlagu i ponovno se steže i proces počinje ponovno.

## Prednosti
Iako je proces još u eksperimentalnoj fazi, prednosti su sljedeće:
- neovisna je o vremenskim uvjetima što je velika prednost u odnosu na energiju vjetra i sunca
- može raditi i danju i noću
- može raditi po potrebi
- ne trebaju koristiti baterije u slučaju kao energija vjetra gdje je nužan vjetar ili sunca kod energije sunca
- energija ishlapljivanja pomaže očuvati vodu
- sprječava presušavanje jezera

## Automobil
Istraživači su 2015. godine napravili prvi rotacijski motor koji bi mogao pokretati mali automobil na vlagu. Unutar motora se nalaze spore koje se šire kada postanu vlažni. Kada nanosimo vodu, traka spore mijenja svoju zakrivljenost u vlažnim/suhim uvjetima. Postavljajući trake paralelno one mogu dignut težinu suprotno od gravitacije. Motor se pokreće i radi samostalno kada se stavi na sučelje zraka i vode. Oni generiraju rotirajuće i pravocrtno gibanje koristeći spore koji reagiraju na oscilacije vlage. Napravljena je prezentacija na kojoj je prezentirano da ovakav motor može pogoniti mali automobil.